# Wstrząsy
Wstrząsy lub Wężoidy (ang. Tremors) – amerykański film z gatunku: horror, czarna komedia, Sci-Fi wyreżyserowany w 1990 roku przez Rona Underwooda.

## Obsada
- Kevin Bacon – Valentine McKee
- Fred Ward – Earl Bassett
- Finn Carter – Rhonda LeBeck
- Michael Gross – Burt Gummer
- Reba McEntire – Heather Gummer
- Bobby Jacoby – Melvin Plug
- Charlotte Stewart – Nancy Sterngood
- Tony Genaro – Miguel
- Ariana Richards – Mindy Sterngood
- Richard Marcus – Nestor
- Victor Wong – Walter Chang
- Sunshine Parker – Edgar
- Michael Dan Wagner – Stary Fred
- Robert Jayne – Melvin Plug
- Conrad Bachmann – Dr Jim
- Bibi Besch – Megan
- John Goodwin Howard – robotnik drogowy
- John Pappas Carmine – robotnik drogowy

## Kolejne części
W późniejszych latach zostały wydane kolejne części filmu:
- Wstrząsy 2: Wielkie larwy wróciły (ang. Tremors 2: Aftershocks) – 9 kwietnia 1996 r.
- Wstrząsy 3: Powrót do Perfekcji (ang. Tremors 3: Back to Perfection) – 2 października 2001 r.
- Wstrząsy 4: Początek legendy (ang. Tremors 4: The Legend Begins) – 2 stycznia 2004 r.
- Wstrząsy 5: Więzy krwi (ang. Tremors 5: Blodlines) – 6 października 2015 r.
- Wstrząsy 6: Zimny dzień w piekle (ang. Tremors 6: A Cold Day in Hell) –  1 maja 2018 r.
- Wstrząsy 7: Wyspa wrzasków (ang. Tremors 7: Shrieker Island) – 20 października 2020 r.
- Wstrząsy – serial telewizyjny (ang. Tremors: The Series) – 28 marca – 8 sierpnia 2003 r.

## Nagrody i nominacje
Nagrody Saturn 1989/90
- Najlepszy film SF (nominacja)
- Najlepsze efekty specjalne – Tom Woodruff Jr., Alec Gillis (nominacja)
- Najlepsza aktorka drugoplanowa – Finn Carter (nominacja)
- Najlepsza aktorka drugoplanowa – Reba McEntire (nominacja)